# 連合軍による戦争犯罪 (第二次世界大戦)
連合軍による戦争犯罪（れんごうぐんによるせんそうはんざい）では、枢軸国の民間人、もしくは軍人に対して第二次世界大戦中に行われたと指摘される戦時国際法違反について扱う。
第二次世界大戦終了後、枢軸国戦犯に対する軍事裁判はニュルンベルク裁判を代表として行われた。しかしヨーロッパにおいてこれらの裁判所はロンドン協定に基づいて設立されており、ヨーロッパにおける枢軸国のために行動した人々によって行われた戦争犯罪について審理されるのみであった。その実、連合国の大国によって調査され、軍法会議で若干の場合であるが、連合軍将兵が関わっている嫌疑のあるいくつかの戦争犯罪が存在していた。他の事件は歴史家により、その時点で有効であった戦時国際法の下での犯罪行為であったと主張されているが、処々の理由により、連合国により戦争中は調査されなかった。また、一部は調査されたが、結局、起訴を行わない決定がなされていた。

## ヨーロッパ

### カナダ軍
- 1943年7月、レオンフォルテ。ミッチャムとシュタウフェンベルクによると、シチリアの戦いの際、王立エドモントン連隊（en）は捕虜としたドイツ将兵を殺害した[1]。
- 1945年4月、ドイツ北西部のフリーゾイテ（Friesoythe）で、高地連隊兵は適当に家々を燃やした[2]。

### フランス軍

#### マキ
1944年9月10日、マキはドルドーニュ県のサン・ジュアン・デ・クレプス（Saint-Julien-de-Crempse）において17名（14人が確認されている）のドイツ将兵捕虜を処刑した。この処刑は1944年8月3日に行われたサン・ジュリアンの村落におけるドイツ軍による住民21人の処刑への復讐であったが、この処刑自体もサン・ジュリアン地域におけるマキの支部によるレジスタンス運動に対する報復行為であった。

#### モロッコ兵グミエ
フランス派遣軍（en）のグミエとして知られるモロッコ人部隊はモンテ・カッシーノの戦いの後のイタリアやドイツ国内で大規模な強姦やそのほかの犯罪行為を犯した。イタリアの情報源によると7,000名以上のイタリア民間人（子供を含む）がグミエによって強姦された。この出来事はソフィア・ローレンが主演を務めたイタリア映画「La Ciociara（邦題：ふたりの女）」によって描かれている。

### ソビエト赤軍

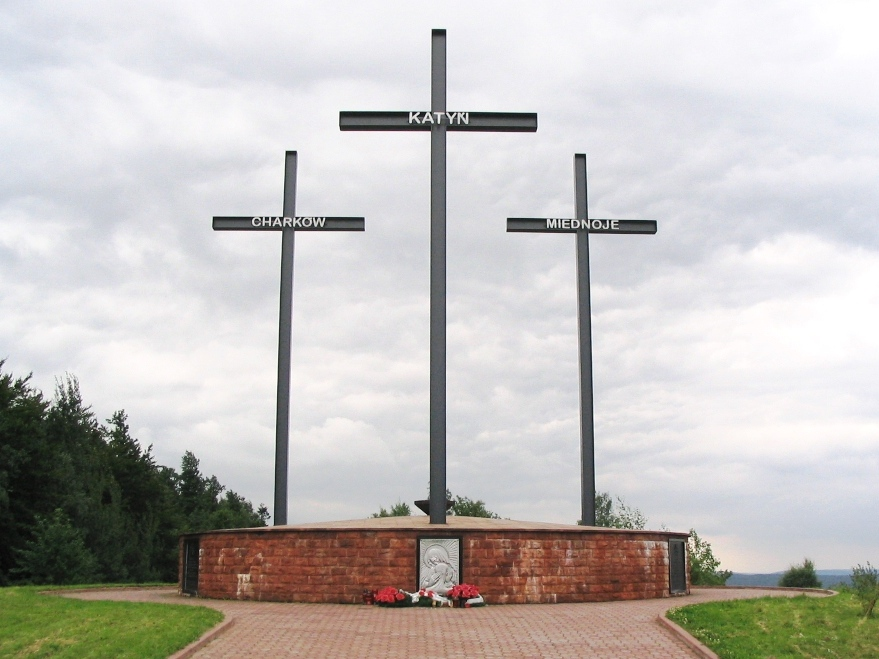
カチンの慰霊碑

ソビエト連邦は当時、捕虜の扱いについて規定した国際条約、俘虜の待遇に関する条約に調印していなかった。このことにより、ソ連による枢軸軍将兵捕虜の扱いが戦争犯罪と規定すべきかどうかについての疑いを投げかけることになったが、捕虜は「ジュネーブ条約などまったく顧慮しない扱いを受けていた」ため、何十万名もの捕虜の死を引き起こすこととなった。しかし、ニュルンベルク裁判においては捕虜の待遇に関するハーグ陸戦協定（1929年に結ばれたジュネーブ条約はこれに代わるものではなく、内容を追加しただけである。そしてハーグ条約は、1929年の条約とは違って、ロシア帝国も批准していた。）やその他の慣例による戦時国際法がすべての国に拘束力があると判断、一般的議論であるとして戦時国際法の適用を主張した。ソ連は枢軸国の将兵や民間人だけではなく、ポーランドを占領するとまもなくカティンの森事件などでポーランド人将校や民間人などを大量虐殺した。
ベルリン市街戦の後やプロイセン州東部（ダンツィヒ）、ポメラニア、シレジアを占領している間にソビエト赤軍により大規模な強姦等、戦争犯罪が行われた。

### イギリス軍
ドイツのユルグ・フリードリヒ（en）によれば1945年1月から5月の間、ドイツを爆撃するというイギリスのウィンストン・チャーチル首相の決定は戦争犯罪としている。歴史家ドナルド・ブロクサムによれば1945年2月13、14日に行われたドレスデン爆撃は戦争犯罪としている。さらに彼はチャーチルがこれを強く印象付けようとしたとしており、彼を有罪とすることができる理論的な場合があるとさらに主張している。「これらのことは冷静に考えなければならないが、これらはおそらく国際法のニュアンスとして広範囲における判断の結果、大衆の中で「戦犯」が「ペドフィリア」や「テロリスト」のように法的な分類ではなくモラルの分野へと発展したことは驚くべきことである。」
「ドイツ兵捕虜収容所（通称London Cage）」（第二次世界大戦中、イギリスMI19が使用した捕虜収容施設）では拷問が行われた。
赤十字標章を掲げたドイツ・イタリア病院船への攻撃や第二次世界大戦終結後にドイツ国内のイギリス軍占領地域における民間人女性への強姦被害も起きている。

### アメリカ軍
- カニカッティの虐殺（en）、これはマキャフリー中佐によって行われたイタリア民間人の殺害である。秘密調査が行われたがマキャフリーはこの事件における責任を負うことなく、1954年に死去した。この出来事はニューヨーク大学のジョセフ・S・サレーミ（彼の父親が目撃していた）が公表するまで知られていなかった[25][26]。しかしアメリカ政府の公式発表によれば「以前よりその年はドイツ将兵が殺されることがあったが、「17日直後のその時期に降伏することを試みたドイツ将兵らにより大きな危険があった可能性が高い、しかしそれでも証拠は存在しない」と述べ、さらに「アメリカ軍はそれら武装親衛隊将兵を処刑するために暗黙の了解として命令を利用した」としている[27]。ドキュメンタリー映画の製作者、ケン・バーンズenとリン・ノービックが製作した「The War」シリーズにおいて、第6話でドイツ武装親衛隊将兵が降伏後、マルメディ虐殺事件の余波で25名がベルギーの村で殺害されたと主張している[28]。この処刑は、処刑を行うよう頼まれたが辞退したアメリカ兵に目撃され、報告されている。しかし、情報が不足しており、これがシェノーニャの虐殺（en）と同じものかどうかは判断されていない。
- ダッハウの虐殺、ドイツ将兵捕虜と降伏した武装親衛隊将兵の殺害[29]。
- ビスケーの虐殺（en）、これは二つの大量殺害が行われているが、アメリカ第45歩兵師団の部隊が75名の独伊両軍の捕虜を殺害したが、大部分がイタリア将兵であった[30][31]。
- リチャード・ドミニク・ウィガーズによれば、占領されたドイツにおいてアメリカの食料支援方針が直接的、または間接的にドイツ民間人、捕虜の間に飢餓を発生させ、不必要な苦しみと死を引き起こしたとし、国際法を犯しているとされている[32]。これは国際法により、占領されたドイツにおいて食料を十分に供給するのは連合国の義務であった[33][34]。（ハーグ陸戦条約第43条による[35]）

### ユーゴスラビア・パルチザン
大戦中にユーゴスラビアを掌握したユーゴスラビア・パルチザンは、捕らえたドイツ軍協力者に対する報復的殺害を各地で行った。中でも、1945年5月に引き起こされたブライブルクの虐殺（en）では、数万人の捕虜が殺害されたと信じられている。この事件は、ユーゴスラビアでの戦いに敗北したドイツ軍と、ドイツ軍に協力したクロアチア人やボシュニャク人のウスタシャ、セルビア人のチェトニックの将兵らが、イギリス軍への降伏を望んでブライブルク（en）近くでオーストリアとの国境を越えた。これらを捕虜としたイギリス軍は、ハーグ陸戦条約の第20条に基づき、ドイツ軍に従事したユーゴスラビア国籍の捕虜は、武装解除し、ユーゴスラビアに返還することを決定した。ユーゴスラビア・パルチザンに引き渡されたウスタシャやチェトニックの将兵はその後、劣悪な条件下での死の行軍を強いられ、その多くがユーゴスラビア領のスロベニアで殺害され、集団墓地に埋められたと考えられている。スロベニア、マリボル近くのテズノの森では、数千の骸骨が発見されており、パルチザンによって殺害されたものと信じられている。

## 無制限潜水艦作戦
ニュルンベルク裁判において、ドイツ海軍司令官カール・デーニッツは無制限潜水艦作戦を命令したことから他の嫌疑とあわせて審理された。イギリス海軍、アメリカ海軍において類似した命令があったという証拠にもかかわらず、デーニッツは有罪とされ、禁錮10年の刑を宣告され、刑に服した。

## 太平洋戦争

### 捕虜と民間人の待遇
太平洋とアジアの戦場における連合軍将兵は、降伏しようとした、もしくは降伏した日本軍将兵を殺害することがあった。太平洋戦争についての歴史家、ジョン・ダワーによれば、「日本との戦いにおける最後の年まで、日本軍による降伏への無関心と連合軍が公平無私に捕虜を受け入れることができるかという部分のかみ合わせの部分で悪循環が発展していった。」としている。さらに、大部分の日本軍将兵が連合軍の手中に落ちるならば、彼らが「殺されるか、拷問されるだろう」と言われたことを示唆しており、結果として戦場において敗北に直面した場合、ほとんどの日本軍将兵が最後まで戦うか、自殺をしたとしている。その上、日本軍将兵が降伏することは恥ずかしいこととされており、捕虜になるかどうかという個人の信条に関係なく多くの将兵が自殺、もしくは最後の最後まで戦うよう導かれた。実際、戦陣訓においては「生きて虜囚の辱を受けず」とされていた。そして連合軍が捕虜を捕らないことが「公式方針でなかった」間、「アジアにおける広範囲の戦場においてはごく当たり前の行為であった」。また、広範囲における報告書により、降伏後、武器を隠匿していた日本軍将兵捕虜が連合軍の医療関係者や警護兵を殺害したことも報告されており、これらのことから連合軍将兵が日本軍将兵を捕虜として連行することが余りにも危険と結論付けることとなって、海軍では漂流する日本人を救助する際には、抵抗されないようにまずオールで殴ってから助けるということも行われていた。

### 中国軍
R・J・ルメル（en）によれば日中戦争中（1937年－1945年）、国民革命軍によって連行された日本軍捕虜は一般的な扱いを受けていないとされており、また、中国民間人と徴集兵らも日本民間人と同様に中国兵によって虐待を受けている。さらにルメルは中国の農民たちが「しばしば、農民たちは日本兵よりも自国の兵士を恐れなければならなかった」と主張している 。さらに、ルメルは国民党が徴集兵を受け入れる際にその90%が病気、飢餓、暴力で死亡したと書いている。
中国軍によって行われた戦争犯罪は以下の事例が存在する。
- 1937年、上海近辺において、日本軍捕虜、中国民間人に対して処刑、拷問、暴力が行われていることがスイスの商社員、トム・シメンが撮影した写真に記録されている[49]。（1996年、シメンの息子が写真を発表している。）
- 1937年8月、通州事件。北京の通州において、日本軍に所属していた中国兵（冀東防共自治政府保安隊）が暴動を起こし、日本民間人を襲撃、437名を殺害した[46]。
- 湖北省の国民党部隊は1943年5月17日、町に避難命令を出した後、町を略奪、避難を拒否、もしくは避難できなかった民間人は殺害された[47]。

### ソビエト軍
- 終戦前日の葛根廟事件では、民間人を2000人以上虐殺した。1945年8月22日には引き揚げ船を雷撃し1700名以上を殺害する（三船殉難事件）。大満州では敦化事件にみられるように、集団強姦が相次いだ。

### 太平洋
太平洋の戦場における連合軍将兵はしばしば故意に降伏した日本軍将兵を殺害した。アメリカ合衆国、オーストラリア将兵の書いた日記についての研究論文を発表したリチャード・オールドリッチによれば、連合軍将兵は時折、捕虜を処刑した。ダワーは「多くの例がそれを告げている･･･(中略)･･･捕虜となった日本軍将兵は即座、もしくは収容所への連行中に死亡した。」としている。また、オールドリッチによれば、アメリカ軍が捕虜を取らなかったことはよくあることだとしている。この分析はイギリスの歴史家ニール・ファーガソンが支持しており、1943年、「（アメリカによる）秘密諜報報告によれば、アメリカ軍将兵にアイスクリームと3日間の休暇を約束するだけで･･･(中略)･･･降伏した日本将兵を殺害しないよう説得することができた」としていると述べている 。
ファーガソンはこれらが1944年後半、日本軍将兵捕虜が1:100の割合で処刑されたと述べている。その同じ年、連合軍最高司令部により、捕虜を取らないことが情報収集に悪影響を及ぼしていたため、「捕虜を取らない」（つまり殺してしまう）方針を抑える努力をするよう勧告、日本将兵が降伏することを奨励させた。ファーガソンは連合軍司令部が戦死者と日本軍捕虜の比率を改善する処置を取り、1945年中頃までには1:7に改善されたと付け加えている。それでも1945年6月4日、沖縄戦においてアメリカ軍が捕虜を取らないことは一般的に黙認されていた。
前線の部隊は日本軍将兵が「慈悲を持っていない」ことを降伏した日本人将兵から聞いて信じていたため、捕虜を保護連行するようにすることは「容易な説得ではなかった」と示唆している 。連合軍将兵は日本軍将兵が不意の攻撃を行うために降伏を偽装しようとしていると考えていた。従い、シュトラウスによれば、「それが不必要に部隊を危険にさらすという理由から上官は捕虜を取ることに反対していた･･･(攻略）」、捕虜を取った場合も、しばしば、「彼らを連行するにはあまりにも面倒があったため」輸送途中で射殺された。
ファーガソンはさらに「単に日本軍将兵やドイツ将兵が降伏することによる不名誉や懲戒処分などを恐れたわけでなく、むしろ、捕虜となって殺されるかどうかということが兵士に重要であり、殺される場合ならば戦うほうを選択した」。 
アメリカの歴史家、ジェームズ・J・ワインガルトナーによれば、アメリカ軍の捕虜となった極少数の日本軍将兵は2個の重要な要因を含んでおり、日本軍将兵が降伏することを渋ることとアメリカ軍将兵の大部分が「日本人は『動物』か『人間以下の存在』であり日本軍将兵が通常の処置に値しないことで一致していた 。さらにファーガソンは「ドイツ人がロシア人を見たような目で、連合軍将兵も日本人を見ていた。つまり劣等人種として」としており、理由を補強している。

### 東南アジア
類似した行為は東南アジアにおいてイギリス連邦将兵によって行われた。例として、1944年のビルマの戦いにおいて、アッサムでの戦闘について歴史家クリストファー・ベイリーとティム・ハーパーは以下のことを述べている。「イギリス、インド、アフリカの部隊は自らの負傷兵に対する極悪な扱いに対して怒りを感じていたため、全ての日本軍将兵を殺害した･･･(中略）･･･ウィリアム将軍は簡潔に書いている、「4分の1はたずねられず、与えられもしなかった」と」。

### 日本軍戦死者の遺体損壊
多くの日本軍将兵が排尿や死体への射撃、記念品として戦死者の耳や時には頭などが切断されるなどされ、死者が冒涜された。
日本戦死者の部位を集める連合軍の行為は、「対立を越えて連合軍当局に懸念を抱かせるのに十分な規模で行われ、そして、広く広報され、さらにアメリカや戦時中の日本の新聞においてコメントされていた」。
日本軍将兵の身体部位コレクションは戦争の初期から行われており、このため、1942年9月にこれらコレクションを行うことを懲戒処分とするという命令を出すことを余儀なくされた 。ハリソンはこれらの行為がガダルカナル島の戦いが最初の機会であったと結論付けている。明らかに、生きていようが死んでいようが、初めて日本軍と遭遇した時、戦死者の身体の一部をコレクションすることは軍当局に懸念を抱かせる規模で行われ始めた。
戦後、マリアナ諸島から本国へ日本軍将兵戦死者の遺体の残りが送還された時、約60%がそれらの頭部を失っていた。
1944年6月13日付けの報告ではアメリカ陸軍法務部長（JAG）において、「そのようなひどい残虐な行為」が不快であることに加え、戦時国際法違反であると主張されており、それを全ての指揮官に配布することを推奨しており、「敵の戦没者の虐待は病人と負傷者の扱いについて規定された1929年に批准されたジュネーブ条約の露骨な違反であり、さらにそれは関わるごとに、戦場を保持している交戦国は負傷者と死者を探し当て、彼らを強盗行為やそのほかの悪行から保護する処置を捕らなければならない」とされている。
これらの行為は陸上戦における慣習的な不文律に違反しており、死刑に処することもできた。アメリカ海軍法務部では1週間後、その見解を反映し、「幾人かのアメリカ軍将兵が有罪とされるべき残虐行為は、国際法の元で正当化されるべき日本人による報復行為につながる恐れがある」とさらに付け加えた。

### 広島、長崎への原爆投下
1963年12月7日、広島、長崎への原爆投下について下田隆一によって提起されていた「原爆裁判」の判決が東京地方裁判所で下された。東京地方裁判所は原爆投下は国際法違反とし、「アメリカ軍による広島・長崎への原爆投下は国際法に違反しており、無差別な苦しみを引き起こした」と判断した。フランシスコ・ゴメスは国際赤十字の調査で掲載された記事で「都市に対する攻撃」もしくは「電撃戦」戦略に関して、国際人道法に照らしてこれらの出来事を調査する際に、第二次世界大戦中、合意、条約、協定において民間人、および民間人の財産保護を管理する他の方法がなかったことを心に留めるべきである」と指摘している。広島、長崎への原爆投下のような攻撃が戦争犯罪と考えられる可能性は国際刑事裁判所ローマ規程に拘束されることを同意していないアメリカ合衆国において、ジョン・ボルトン（軍備管理・国際安全保障担当・国務次官、2001年－2005年）国連大使（2005年）の発言によって与えられた。

### 強姦行為
1945年、沖縄戦の際、一部のアメリカ軍将兵が沖縄の女性を強姦したという主張がされている。また、神奈川県においては占領開始から10日間で1,336件の強姦行為が報告されている。
沖縄の歴史家（元沖縄県立博物館館長）大城将保は数年の研究結果に基づいて以下のことを述べている。
本部半島がアメリカ海兵隊員が上陸した直後、本部半島の全ての村落の女性がアメリカ軍将兵の手に落ちた。そのとき、全ての青年たちが戦争に動員されていたため、村には女性、子供、高齢者のみしかいなかった。上陸後、海兵隊員は全村を掃討したが、日本軍の痕跡を見つけることができなかった。この状況を利用して海兵隊員は真昼間から「女性を捜し」始め、村またはその周辺の防空壕に隠れていた人々は次々と引きずりだされた。

## 発展的資料

### 書籍
- Dower, J.W.  War without Mercy: Race and Power in the Pacific War, (London and Boston, 1986) - ジョン・ダワー『人種偏見――太平洋戦争に見る日米摩擦の底流』（TBSブリタニカ, 1987年）、『容赦なき戦争――太平洋戦争における人種差別』（平凡社［平凡社ライブラリー］, 2001年）として日本語訳が出版されている。
- Lily, J. Robert,  (not yet published). TAKEN BY FORCE; Rape and American Soldiers in the European Theater of Operations, WW2,  Palgrave Macmillan June 2007 ISBN 0-230-50647-X
- Ferguson, Niall. Prisoner Taking and Prisoner Killing in the Age of Total War: Towards a Political Economy of Military Defeat, War in History, Vol. 11, No. 2, 148-192 (2004)
- Veale F.J.P. Advance to Barbarism, Appleton Wisconsin: C.C. Nelson Publishing Co., 1953

### Webページ
- Cobain, Ian. Revealed: UK wartime torture camp, The Guardian, November 12 2005.
- Drayton, Richard. "An ethical blank cheque"  British and U.S. mythology about the second world war ignores our own crimes and legitimises Anglo-American war making, The Guardian, May 10, 2005
- Várdy, Steven Béla and Tooly, T. Hunt: Ethnic Cleansing in Twentieth-Century Europe Available as MS Word for Windows file (3.4 MB) Section: by Richard Dominic Wiggers, The United States and the Refusal to Feed German Civilians after World War II pp. 274 – 288